# Astrum Argenteum

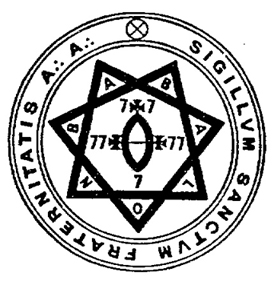
Siegel des A⸫A⸫

Astrum Argenteum, auch bekannt unter den Namen Argenteum Astrum, Argentinum Astrum (Latein für „silberner Stern“), Astron Argon (griechisch für „scheinender Stern“) oder abgekürzt A⸫A⸫, war bzw. ist ein magischer Orden, welcher 1909 von dem britischen Magier und Okkultisten Aleister Crowley gegründet wurde.
Der A⸫A⸫ ist ein thelemischer Orden mit dem offiziellen Ziel, Licht und Wissen zu erlangen. Das Motto des Ordens ist das ausformulierte Gesetz von Thelema „Tu was du willst, soll sein das Ganze des Gesetzes. Liebe ist das Gesetz. Liebe unter Willen“. Diese Tatsache teilt der Orden mit dem von Crowley geleiteten Ordo Templi Orientis (O.T.O.) der englischen Sektion. Beide Gruppen sind von ihren Statuten und Gradsystemen her getrennt gewesen und arbeiteten völlig unabhängig. Wo der A⸫A⸫ mit dem kabbalistischen Baum des Lebens arbeitet, gebrauchte der O.T.O. das Chakrensystem für die Gradarbeit.
Durch die Konzepte, die er aus dem Liber AL vel Legis ableitete, wurde die Magie des Hermetic Order of the Golden Dawn für Crowley hinfällig. Crowley lernte im Golden Dawn dessen Rituale, die seine Ansichten über Magie stark prägten. Der Orden löste sich um das Jahr 1903 auf und Crowley gründete in der Folge den A⸫A⸫, in welchem er viele der Erkenntnisse und Praktiken des Golden Dawn weiterführte und ausarbeitete.

## Der A⸫A⸫ in der fiktionalen Literatur
Der Orden taucht auch in Robert Anton Wilsons und Robert Sheas Illuminatus!-Romantrilogie auf, in der die Buchstaben AA für überhaupt nichts stehen und in der jeder, der behauptet zu wissen, was sie bedeuten, sich selbst als Hochstapler entlarvt.

## Der A⸫A⸫ heute
Gegenwärtig behaupten verschiedene Sukzessionslinien des A⸫A⸫, bis auf Aleister Crowley und George Cecil Jones, den Mitbegründer, zurückzugehen. Eine davon begründete die Schauspielerin Jane Wolfe (Ordensname Soror Estai). Nach aktuellem Forschungsstand beruht diese Linie jedoch nur auf einer Anwärter-Charta (dem Probationer-Grad) Crowleys. Demnach überträgt diese keinerlei Rechte zur Gründung einer eigenen Gruppe. Eine weitere Linie ist die des Brasilianers Marcelo Ramos Motta. Dieser war ein ehemaliger Schüler Karl Germers, dem Nachfolger Crowleys im O.T.O. Motta blieb bis zu seinem Tod scharfer Konkurrent des kalifornischen O.T.O.s unter Grady McMurtry, denn beide beanspruchten für sich das Amt des Oberhaupts des Ordens. Daneben gibt es noch einige weitere Sukzessionslinien des A⸫A⸫.
Die im System des A⸫A⸫ verankerte Geheimhaltung erschwert die Entscheidung, welche der Sukzessionslinien im Recht ist. Am 17. Juli 2015 veröffentlichte der damalige Großmeister der US-Großloge des Ordo Templi Orientis, Frater Sabazius, eine Notiz, in der er klarstellt, dass der in London ansässige, auf J. Daniel Gunther und Motta zurückgehende A⸫A⸫ die vom O.T.O. für dessen Zwecke anerkannte Sukzessionslinie sei. Gleichzeitig stellt er in dem Schreiben jedoch klar, dass es nicht Aufgabe des O.T.O. sei, die „spirituellen Verdienste“ zu bewerten oder eine letztendliche Gültigkeit für eine Linie festzulegen.
In Deutschland existiert mit der heute als Thelema Society nach außen auftretenden Gruppe eine deutsche Organisation, die ursprünglich von Michael D. Eschner als Thelema Orden des Argentum Astrum e. V. gegründet wurde. Einen Zusammenhang zum historischen A⸫A⸫ gibt es nicht.

## Mitgliedschaft
Die Hierarchie des A⸫A⸫ ist insofern ungewöhnlich, dass beabsichtigt ist, dass jedes Mitglied nur das direkt über und das direkt unter ihnen stehende Mitglied kennt. Es gibt keine regulären Gruppenrituale, und während der wenigen Initiationsrituale im Tempel werden Vorkehrungen getroffen, die Identität der beteiligten Offiziere zu verbergen. Von Mitgliedern wird erwartet, alleine zu arbeiten und zu studieren und ihre Vorgesetzten im Orden bei Bedarf zu konsultieren. So hofften die Gründer des Ordens viele der Probleme zu verhindern, die den Zusammenbruch der Vorgängerorganisation, des Hermetischen Ordens des Golden Dawn, verursacht haben. Der A⸫A⸫ sagt von sich, eine spirituelle Organisation zu sein, die sich auf die Erleuchtung des Einzelnen konzentriert, mit einer starken Betonung auf die Kette der Initiation von Lehrer zu Schüler. Alle Anstrengungen der Mitglieder sollen den ihnen nachfolgenden Individuen gelten.
Alle Mitglieder des A⸫A⸫ müssen bestimmte Hauptaufgaben erfüllen. Zu diesen gehören:
- Die Entdeckung des Wahren Willens
- Das Leben dem Wahren Willen entsprechend zu führen
- Das Anerkennen des Liber AL vel Legis als die Richtschnur des neuen Aeons
- Das Anerkennen des Wortes des Gesetzes θελημα (Thelema), sowie des Mottos „Liebe ist das Gesetz. Liebe unter Willen.“
- Das Anerkennen der Autorität der Ämter des „Tieres 666“ und der „Scharlachfrau“.
- Das Anerkennen von Ra-Hoor-Khuit als Herr des seit dem 20. März 1904 wirkenden neuen Äons.
- Das Erreichen eines mystischen Zustandes der als „Wissen um und Konversation mit dem Heiligen Schutzengel“ bekannt ist und in Aleister Crowleys Liber Samekh nachgelesen werden kann. Es wurde aus der im Golden Dawn bekannten Abramelin-Operation entwickelt, die auf dem Werk des jüdischen Magiers und Mystikers Abraham von Worms beruht.
- Die Erfahrung der Überschreitung des Abyssos, des Abgrundes, der den Zugang zu den göttlichen Seinszuständen verwehrt.

Daneben lernten die Mitglieder unter anderem unterschiedliche Meditations- und Yogatechniken sowie Grundkenntnisse der Ritualmagie. Es wurden Kenntnisse in den Philosophien und Religionen verschiedener Kulturen erworben. Generell spielt die Disziplin der vergleichenden Religionswissenschaften in thelemischen Systemen eine große Rolle. Der Orden gab ebenfalls die Zeitschrift The Equinox heraus, in der die meisten Artikel von Crowley selbst geschrieben wurden, wobei er verschiedene Pseudonyme gebrauchte.

## Gradstruktur

Der Baum des Lebens, Grundlage des Gradsystems

Der A⸫A⸫ besteht aus elf Graden, die in eine vorbereitende Phase und in drei initiatorischen Orden geteilt sind. Zwei dieser Orden sind dem Golden Dawn entlehnt und haben nur wenige Änderungen erfahren. Der Name A⸫A⸫ kann auch speziell für den Dritten Orden stehen, der selbst den Namen Silver Star trägt. Die zum Grad gehörende „magische“ Formel wird in der Form x° = y□ angegeben, wobei die erste Zahl dem Grad entspricht, die zweite Zahl der Sephira im kabbalistischen Lebensbaum, auf den der Grad bezogen ist. Bei einigen Graden ist der englische Originaltitel mit angegeben, wenn es wichtig für das Verständnis desselben ist. Anfangs hatte der Astrum Argenteum fast die gleiche organisatorische Form wie der Golden Dawn, doch nach näheren Kontakten mit dem deutschen Ordo Templi Orientis begann Crowley nach dessen Vorbild auch die Sexualmagie in den Astrum Argenteum einzuführen. Die Struktur des Ordens ging von den Sephiroth der Kabbalah aus, wie Crowley sie verstand. Die Grade richteten sich nach dem Fortschreiten von Malkuth bis Kether.
| Außerhalb des Ordens                                    | Außerhalb des Ordens               | Außerhalb des Ordens |
| ------------------------------------------------------- | ---------------------------------- | --- |
| Gradformel                                              | Bezeichnung                        | Erklärung |
| -                                                       | Student                            | Seine Aufgabe ist es, nach den Vorstellungen des Ordens sich ein generelles intellektuelles Verständnis aller Systemen zur Erlangung von spirituellem Wissen anzueignen, wie sie in den von Crowley vorgeschriebenen Büchern erklärt werden. Am Ende einer festen Zeitspanne wird das erworbene Wissen des Studenten geprüft und nach Erfolg wird er in einem kurzen Ritual, welches das Lesen der Geschichtslektion von Crowleys Text Liber LXI beinhaltet, in den Grad des Anwärters (Probationer) befördert. |
| 0° = 0□                                                 | Anwärter (Probationer)             | Dieser Grad existiert primär, um zu sehen, ob der Kandidat sich selbst als fähig erweist, am „Großen Werk“ mitzuarbeiten, sowie ihn auf die eigentliche Initiation in den A⸫A⸫ vorzubereiten. Der Anwärter beginnt hauptsächlich mit den Disziplinen, denen er selbst den Vorzug gibt, und schreibt über den Zeitraum eines Jahres ein sorgfältig geführtes sogenanntes „magisches Tagebuch“ über seine Übungen und deren Ergebnisse. Crowley bezeichnete die Hauptaufgabe dieser Praxis als „Erlangung eines wissenschaftlichen Verständnisses der Natur und der Kräfte des eigenen Seins“. Des Weiteren erwähnt er, dass der Anwärter in den Kernritualen des Ordens geübt sein müsse, wie sie in seinem Liber E und Liber O erwähnt werden. Bei diesen handelt es sich um die ritualmagischen Grundlagen, die zum Großteil der Praxis des Golden Dawn entlehnt sind. Dies sei wichtig, falls der Anwärter in den Grad des Neophyt aufsteigt, damit er selbst genug Erfahrung hat seine eigenen Anwärter zu unterrichten. Nach wenigstens einem Jahr wird der Anwärter durch ein Ritual namens Liber Throa in den Grad des Neophyten befördert. |
| Der Orden des G⸫D⸫ (Golden Dawn)                        |                                    | |
| 1° = 10□                                                | Neophyt                            | Der Name dieses Grades kommt vom griechischen neophytos, was so viel bedeutet wie ‚neu gepflanzt‘. Der Grad des Neophyten ist der erste Grad im Orden mit richtiger Initiation, in der der Kandidat in einen spirituell fruchtbaren Boden gesetzt werden soll, um dort zu wachsen. Der Neophyt hat die Aufgabe, „die Natur und die Kräfte des eigenen Seins“ kontrollieren zu können. Dies geschieht durch das Erlernen und Ausüben der Technik des „Aufstieges zu den Ebenen“ (engl. rising on the planes), in der man kontrolliert die Astralebene bereist. Initiation in den Grad des Zelator ist nach mindestens 8 Monaten möglich und wird durch ein Ritual mit dem Namen The passing through the Tuat vermittelt. |
| 2° = 9□                                                 | Zelator                            | Die Hauptaufgabe in diesem Grade besteht darin, Asana und Pranayama erfolgreich zu meistern. Der Zelator beginnt auch damit die Formel des Rosenkreuzes zu studieren. Das Wort Zelator stammt wahrscheinlich vom griechischen zelos, das so viel wie ‚Leidenschaft‘ und ‚Enthusiasmus‘ bedeutet. Dieser Name soll an die Energie aufbauenden Asanas und Pranayamas erinnern, welche die Hauptarbeit dieses Grades bilden. Der Eid dieses Grades sagt, dass der Zelatorgrad zur Erreichung „der Kontrolle der zugrunde liegenden Prinzipien des eigenen Seins“ dient. Dies ist eine Anspielung an die Sephira Yesod, die mit diesem Grad verbunden wird. Die Beförderung zum Practicus geschieht ohne Initiationsritual und kann jederzeit von den Oberen erteilt werden. |
| 3° = 8□                                                 | Practicus                          | In diesem Grad soll der Kandidat sein intellektuelles Training vervollständigen und vor allem die Kabbala studieren. Der Name dieses Grades deutet auf den „praktischen“ Gebrauch der Fähigkeiten hin, die in den vorherigen Graden erworben wurden. Der Practicus soll „Kontrolle über die Unschlüssigkeiten des eigenen Seins“ erlangen, was bedeutet, dass er Kontrolle über das eigene Bewusstsein erlernen und zielgerichtet in Gedanken, Worten und Taten werden soll. Die Beförderung zum Grad des Philosophus ist genau wie die zum Grad des Praktikus ein rein administrativer Prozess, der jederzeit erfolgen kann. |
| 4° = 7□                                                 | Philosophus                        | In diesem Grad wird vom Orden erwartet, dass der Kandidat sein moralisches Training abschließt. Er wird getestet, inwieweit er sich dem Orden widmet. Besonders betont dieser Grad die Verehrung verschiedener Gottheiten, wie sie im Liber Astarte beschrieben werden. Der Eid dieses Grades drückt dies aus, indem er den Philosophus als jemanden beschreibt, der „die Kontrolle über die Anziehungs- und Abstoßungskräfte des eigenen Seins erwirbt“. Diese Aufgabe ist primär gedacht, um seine Vorlieben und Widerstände zu transzendieren und somit seine eigene Moral willentlich ablehnen zu können. Das Ziel ist es, aus der vordefinierten Idee des Selbst auszubrechen und eine Perspektive der perfekten geistigen Balance zu erreichen. Die Beförderung zum nächsten Grad, dem Dominus Liminis, wird nach der Perfektion der Aufgaben des Philosophus erteilt und kann jederzeit ohne vorgeschriebenes Ritual erteilt werden. |
| -                                                       | Dominus Liminis                    | Die Verbindung: Der Grad des Dominus Liminis ist eine Brücke, die den äußeren Orden des G⸫D⸫, der sein Zentrum in Yesod hat, mit den Orden des R⸫C⸫ verbindet, der sein Zentrum in Tiphareth hat. Die Arbeit des Dominus Liminis erweitert und verfeinert die Arbeit der vorherigen Grade und erzeugt aus ihnen ein zusammenhängendes Ganzes. Die Selbstkontrolle des Neophyten, die Energie des Zelators, die Zielgerichtetheit des Practicus und die erhabene Gleichgültigkeit des Philosophus werden hier vereint, um den Hauptbereich der Bestrebungen zu stärken. Genau das sagt der Eid dieses Grades aus, indem es heißt, der Kandidat solle „Kontrolle über die Ambitionen des eigenen Seins“ erlangen. Der Titel Dominus Liminis bedeutet „Herr der Schwelle“, ein Ersatz für Samuel Liddell MacGregor Mathers’ (1854–1918) alten Golden Dawn-Grad „Herr des Portals“. Dieses Portal oder diese Schwelle ist eine Referenz an den Aufstieg von den niedrigeren Mysterien des äußeren Ordens des GD zu den höheren Mysterien der inneren Orden des RR und AC.                                                                             |
| Der Orden des R⸫C⸫ (Rosenkreuz)                         |                                    | |
| 5° = 6□                                                 | Adeptus Minor                      | Der Grad des Adeptus Minor ist einem der Hauptziele des A⸫A⸫ gewidmet, der Erlangung des Wissens um und die Konversation mit dem Heiligen Schutzengel. Die ursprüngliche Technik hierzu ist im Buch Abramelin zu finden, einem wahrscheinlich aus dem späten 15. Jahrhundert stammenden Textes jüdischen Ursprungs, dessen Verfasser sich Abraham von Worms nennt. Crowley kompilierte diese Techniken in gestraffter Form in seinem Liber Samekh. Dieses Ritual wurde im achten Aethyr des Liber CDXVIII – Die Vision und die Stimme den Bedingungen des neuen Äons angepasst. |
| 6° = 5□                                                 | Adeptus Major                      | Die Aufgabe dieses Grades besteht in der Auffassung des Ordens, darin magische Kräfte zur Unterstützung der Autorität des vorgesetzten Adeptus Exemptus einzusetzen. Er gewinnt an Eigenständigkeit, erlernt den richtigen Umgang mit den magischen Kräften und erwirbt die Autorität, die niederen Grade zu leiten. |
| 7° = 4□                                                 | Adeptus Exemptus                   | Der Adept muss eine Thesis vorbereiten und veröffentlichen, die sein Wissen um das Universum und seine Pläne für die Wohlfahrt und den Fortschritt des Universums darstellt. In diesem Grad erreicht der Adept im System des AA fast den obersten Gipfel der Meditation und sollte darauf vorbereitet sein, dass sein Schicksal darin liegt, sich vollkommen der Hilfe seiner Mitgeschöpfe zu widmen. |
| -                                                       | Kind des Abyss (Babe of the Abyss) | Die Verbindung: Das Kind des Abyss ist kein Grad im eigentlichen Sinne, sondern die Brücke zwischen den Orden des R⸫C⸫ und dem Orden des S⸫S⸫, dem eigentlichen A⸫A⸫. In diesem Grad sollen alle Grenzen aufgehoben werden, die das Selbst ausmachen. Nach der Lehre des Ordens lösen sich alle komplexen Dinge in ihre Einzelelemente auf und hören so auf zu existieren, da Dinge nur durch ihre Beziehung und Reaktion zu anderen Dingen erkannt werden können. |
| Der Orden des S⸫S⸫ (Silberner Stern, engl. Silver Star) |                                    | |
| 8° = 3□                                                 | Magister Templi                    | Die Hauptaufgabe eines Meisters des Tempels ist in den Vorstellungen des A⸫A⸫ die Erlangung eines „perfekten Verständnisses des Universums“. Die essentielle Hinwendung besteht in der vollkommenen Auflösung der Persönlichkeit, die beschränkt und eingrenzend wirkt und den wahren Willen unterdrückt. Der Magister Templi gilt als Meister des Mystizismus. Dies soll zeigen, dass der Inhaber dieses Grades vollkommen frei von inneren Widersprüchen oder äußerer Finsternis ist. |
| 9° = 2□                                                 | Magus                              | Widmet sich der Weisheit und ist Meister aller Magick im höchsten Sinn. Sein Wille ist nach den Vorstellungen des Ordens völlig frei von innerer Ablenkung und äußerer Opposition. Seine Arbeit besteht darin, ein neues, seinem Willen entsprechendes Universum zu schaffen. |
| 10° = 1□                                                | Ipsissimus                         | Nach den Vorstellungen des Ordens liegt dieser Grad weit über dem Verständnis der niedrigen Grade. Ein Ipsissimus (lat.: sich selbst besitzen) ist frei von allen Begrenzungen und Notwendigkeiten und lebt in perfektem Gleichgewicht mit dem manifestierten Universum. Es ist der höchste zu erreichende Grad der Hinwendung. |